# Nowa Wieś Górna
Nowa Wieś Górna – część Poznania zlokalizowana pomiędzy Radojewem na północy, a Umultowem na południu. Nowa Wieś Górna nie graniczy ściśle z Nową Wsią Dolną - obie te części Poznania oddziela las.
Osią dzielnicy jest ulica Naramowicka (północ-południe), którą kursują autobusy MPK Poznań linii 167 i 198 w kierunku Radojewa, oraz 911 do Biedruska wraz z 348 do Przebędowa (przystanek Łopianowa). Oprócz tego w północnej części Nowej Wsi Górnej znajduje się przystanek Rdestowa, który obsługują też niektóre kursy linii 188. 
Zabudowa dzielnicy to głównie domy jednorodzinne z niewielkim udziałem drobnych firm. Częścią Nowej Wsi Górnej jest Osiedle Lubczykowa Góra powstałe w początkach XXI w. W okolicy istnieją niewielkie lasy i przepływają bezimienne cieki wodne, związane ze zlewnią Potoku Umultowskiego. 
Nazwy ulic na Nowej Wsi Górnej pochodzą od nazw roślin łąkowych, nadwodnych i chwastów - np. Łopianowa, Rzewieniowa lub Rdestowa.